# Chukwudiebere Maduabum
Chukwudiebere Maduabum, né le 19 mars 1991 au Nigeria, est un joueur nigérian de basket-ball.